# Акорд (округ Ольстер, Нью-Йорк)
Акорд (англ. Accord, /ˈækɔːrd/) — селище, переписна місцевість (CDP) в окрузі Ольстер штату Нью-Йорк, в США. Населення — 573 особи за переписом (2020).
Акорд є резиденцією міської влади. Акорд — це також назва, пов'язана з поштовим індексом 12404 Поштової служби США, яка займає набагато більшу частину міста Рочестера, ніж переписна місцевість, (не плутати з іншим містом Рочестер в окрузі Монро).

## Географія
Акорд розміщений у східній частині міста Рочестер в окрузі Ольстер, уздовж автомобільного шосе — автошляху 209 і має координати: 41°47′27″ пн. ш. 74°13′43″ зх. д. / 41.79083° пн. ш. 74.22861° зх. д. (41.791103, -74.228766). За даними Бюро перепису населення США в 2020 році переписна місцевість мала площу 8.92 км², з яких 8.81 км² — суходіл та 0.11 км² — водойми.

## Демографія
Згідно з переписом 2000 року, у переписній місцевості мешкало 622 особи у 226 домогосподарствах у складі 157 родин.
З 226 домогосподарств у 40,3 % проживали діти віком до 18 років, у 49,6 % були подружні пари, які проживали разом, у 14,6 % домогосподарки були без чоловіка, а 30,1 % не мали сім'ї. 23,9 % усіх домогосподарств складалися з окремих осіб, а в 8,8 % проживали окремі особи віком 65 років і старші. Середній розмір домогосподарства становив 2,73, а середній розмір сім'ї — 3,23.
Густота населення становила 70,8 особи/км². Було 256 помешкань (29,2/км²).
Расовий склад населення:
| - 92,44 % — білих - 3,86 % — латиноамериканців - 2,73 % — представників двох або більше рас - 2,41 % — чорних або афроамериканців - 1,45 % — азіатів - 0,80 % — корінних американців - 0,16 % — осіб інших рас |

## Відомі люди
- Пол Остін Келлі[en] (нар. 1960) — американський співак, тенор. Колишній рок-музикант, співав оперу, також пише, записує та виконує музику для дітей. Келлі відвідував середню школу «Рондавт Валей»[en] в Аккорді.